# کمربند شکارچی (فیلم)
کمربند شکارچی (نروژی: Orions belte) یک فیلم است که در سال ۱۹۸۵ منتشر شد.